# Kōsuke Yonehara
Kōsuke Yonehara (米原 幸佑 Yonehara Kōsuke?,  Prefectura de Osaka, Japón, 13 de marzo de 1986) es un actor, cantante y tarento japonés, afiliado a Yoshimoto Creative Agency. Desde 2001, Yonehara forma parte del grupo musical Run&Gun, así como también del dúo Yōsuke Kōsuke desde 2014. Entre 2010 y 2012, también fue miembro de la banda Cocoa Otoko, donde se desempeñaba como baterista.

## Biografía

### Primeros años
Yonehara nació el 13 de marzo de 1986 en la prefectura de Osaka, Japón. Comenzó su carrera como aprendiz de Kansai Johnny's Jr., pero abandonó la agencia poco después para unirse al grupo de baile D.A.N.K, el cual era producido por el compositor Daisuke Asakura desde 2000. En 2001, el grupo fue renombrado como Run&Gun y debutó el 4 de julio de ese mismo año con el sencillo Lay Up.

### Carrera
Entre abril de 2010 y marzo de 2012, Yonehara se desempeñó como baterista del grupo de J-rock, Cocoa Otoko. En 2014, Yonehara formó el dúo musical Yōsuke Kōsuke junto al cantante Yōsuke Sakanoue. El 28 de enero de 2015, debutó en solitario con el lanzamiento del CD, It's My World.
Como actor, Yonehara es quizás más conocido por su participación en los musicales de Air Gear, donde interpretó al personaje de Hamlet. Sin embargo, en el segundo musical de la serie asumió el papel de Romeo, el cual originalmente pertenecía al actor Ryūji Kamiyama, pero este quedó vacante puesto que Kamiyama reemplazó a Kenta Kamakari en su rol de Ikki tras una enfermedad de este último. También ha aparecido en las películas de Jinrō Shokei Game, y protagonizado la adaptación cinematográfica del manga de género yaoi, Dōshitemo Furetakunai junto a Masashi Taniguchi, actuación por la cual recibió atención mediática y de la crítica.
Yonehara también ha publicado una serie de cuatro libros entre 2007 y 2010, así como también un álbum de fotos en 2008. Actualmente se encuentra principalmente activo como actor de televisión, cine y teatro.

## Filmografía

### Televisión
- Suiyō Premier (2004, TBS)
- Busu no Hitomi ni Koishiteru (2006, Fuji TV) como Kōsuke Yoshida
- Helen to Kiyoshi no Monogatari (2006, Nippon TV) como Tanaka
- Yama Onna Kabe Onna (2007, Fuji TV) como Gōro Morita
- Heaven's Rock (2010, Kansai TV) como Yūsaku
- Yamikin Ushijima-kun (2010, Mainichi Hōsō) como Suguru
- Minami no Teiō (2013, Kansai TV) como Hasegawa
- Suiyō Mystery 9 (2013-14, TV Tokyo) como Taku Kaji
- BL Mangaka desu, Kedo Kekkon Shite mo Idesu ka? (2017, Fuji TV)
- Club Slazy Extra invitation: Malachite (2017-18, Tokyo MX)
- Saigo no Ban Gohan (2018, BS TV Tokyo) como Riei Satonaka

### Películas
- Route58 (2003) como Takashi Chinen
- Yoshimoto Director's 100: 100-Ri ga Eiga Torimashita (2007)
- Zenzen Daijōbu (2008)
- Detroit Metal City (2008)
- Wangan Midnight (2009) como Masaki Takahashi
- The Hero Show (2010) como Tsutomu Kagawa
- Nobō no Shiro (2012) como Gonhei
- R-18 Bungaku-shō vol. 1 Jijōjibaku no Watashi (2013) como Tatsuya Sakurai
- Dōshitemo Furetakunai (2014) como Toshiaki Shima
- Gachiban Series: New Generatin (2015)
- Jinrō Shokei Game (2015) como Yūichi Niina
- Killing Curriculum: Jinrō Shokei Game - Prologue (2015) como Yūichi Niina

### Teatro
- Act of Date (2004)
- Prisoner#5 (2004)
- Run&Gun -restructuring- theater odyssey 05-06 The Entertainment for Adult (2005)
- Osaka Heaven (2006)
- Air Gear (2007) como Hamlet
- Musical Air Gear vs. Bacchus Super Range Remix (2007) como Romeo
- Run&Gun Stage: Blue Sheets (2008) como Masaru
- Run&Gun Stage: Yoosoro (2008) como Daisaku
- Maria Magdalena ~Lady Maria's Mad (Apple) Tea Party~ (2008) como Rosemary
- Dust (2009)
- Fruits Basket  (2009) como Souma Kagura
- Peacemaker Kurogane (2009)
- Fake Heart (2009)
- My sweetheart is invisible (2009)
- Thanks! Grasshopper (2009)
- Run&Gun Stage: How many times can we save the world? (2010)
- Musical Air Gear vs. Bacchus Top Gear Remix (2010) como Hamlet
- Maria Magdalena ~Lady Maria's Dream is to open at night! House Magdara finally opened (2010) como Rosemary
- The Run&Gun Horror Show "Bacchus' Banquet (2011)
- Maria Magdalena ~Lady Maria's Mad (Apple) Tea Party (Reprise!)~ (2011) como Rosemary
- Men-tertainment (2011)
- Maria Magdalena ~House Magdara and much ado about nothing~ (2011) como Rosemary
- Bacchus' Holy Night (2011)
- Action Vol.3 (2012)
- The Little Mermaid (2012)
- Men-tertainment 2012 Special Live (2012)
- Maria Magdalena Magdara Live! (2012, SHIBUYA-AX) como Rosemary
- People who dose not fit is floating (2012)
- Mash Up! vol.3 (2012)
- Corpus Christi (2012)
- Partner of Tail (2012)
- Tropical Boy (2012)
- BOYing!! (2012)
- BOYS★TALK (2013, Space Zero) como Sou
- Maria Magdalena (2013, Shibuya-Ax)
- Santa Claus Con-Game"~Side Story of Butas' Big Adventure~ (2013, Ikebukuro OwlSpotO)
- Club Slazy (2013, Shinjuku FACE) como Coolbeans
- Club Slazy The 2nd invitation ~Sapphire~ (2013, Space Zero) como Coolbeans
- Dawn Romantic" (2013, Kichijoji Theater)
- Luv Slazy (2014)
- Mom and us ~Babys don't want to study~ (2014, AiiA Theater Tokyo)
- Comic Potential (2014, Akasaka Red Theater)
- The Kaidan A thousand feet up the Alps Final" (2014, Theater Sun Mall)
- Club Slazy The 3rd invitation ~Onyx~ (2014, Sogetsu Hall) como Coolbeans
- Aka to kuro" (2014, Ichijoji Theater)
- The Little Mermaid (2014, Sotetsu Honda Gekijo) como Depushi
- Boys★Talk (2014, Shinjuku Face)
- Vivid Contact -The just- (2015, Nakano The Pocket)
- Rainbow of Agartha (2015, Nakano Kinkero Theater)
- Mom and us ~Babys don't want to study~ (2015, AiiA Theater Tokyo)
- Handsome Rakugo 5th" (2015, Tokyo CBGK!!)
- Tama and Friends" (2015, Space Zero)
- I will tell you the reason of why man cry "4649" (2015, Theatre Bonbon)
- Takiguchi Flaming (2015, Meijiza)
- Handsome Rakugo 6th (2015, Tokyo CBGK!!)
- Tanabata Junction (2015, Hakuhinkan) como Tsutaya Jyusaburou
- WATARoom Summer Festuval (2015, Nakano Theater Bonbon)
- Flower of Agartha (2015, Theater Haiyuza)
- Hell Screen (2015)
- Jinrou TLPT x Psycho-Pass: Innocent Murderer (2015, Theater Sun Mall)
- New Interpretation of Sanada Ten Braves (2015, Space Zero)
- Club Slazy The 4th invitation ~Topaz~ (2015) como Coolbeans
- Vivid Contact -re:born- (2016, Nakano The Pocket)
- Show By Rock!!　Musical (2016, Zepp Blue Theater Roppongi)
- Kanata Next" (2016, Last Waltz)
- Soy un gato (2016, Theater Nihonbasi)
- Cherry Boys (2016, Hakuhinkan)
- Makai Ōji (2016, Space Zero) como Camio
- Public∴Garden! "Hush By" (2016)
- Tanabata Junction ~Syowa ~ A Game and a gentail lie (2016, Hakuhinkan) como Tsutaya Jyusaburou
- King Lear (2016) como Fool / Cordelia